# Zhang Shijie

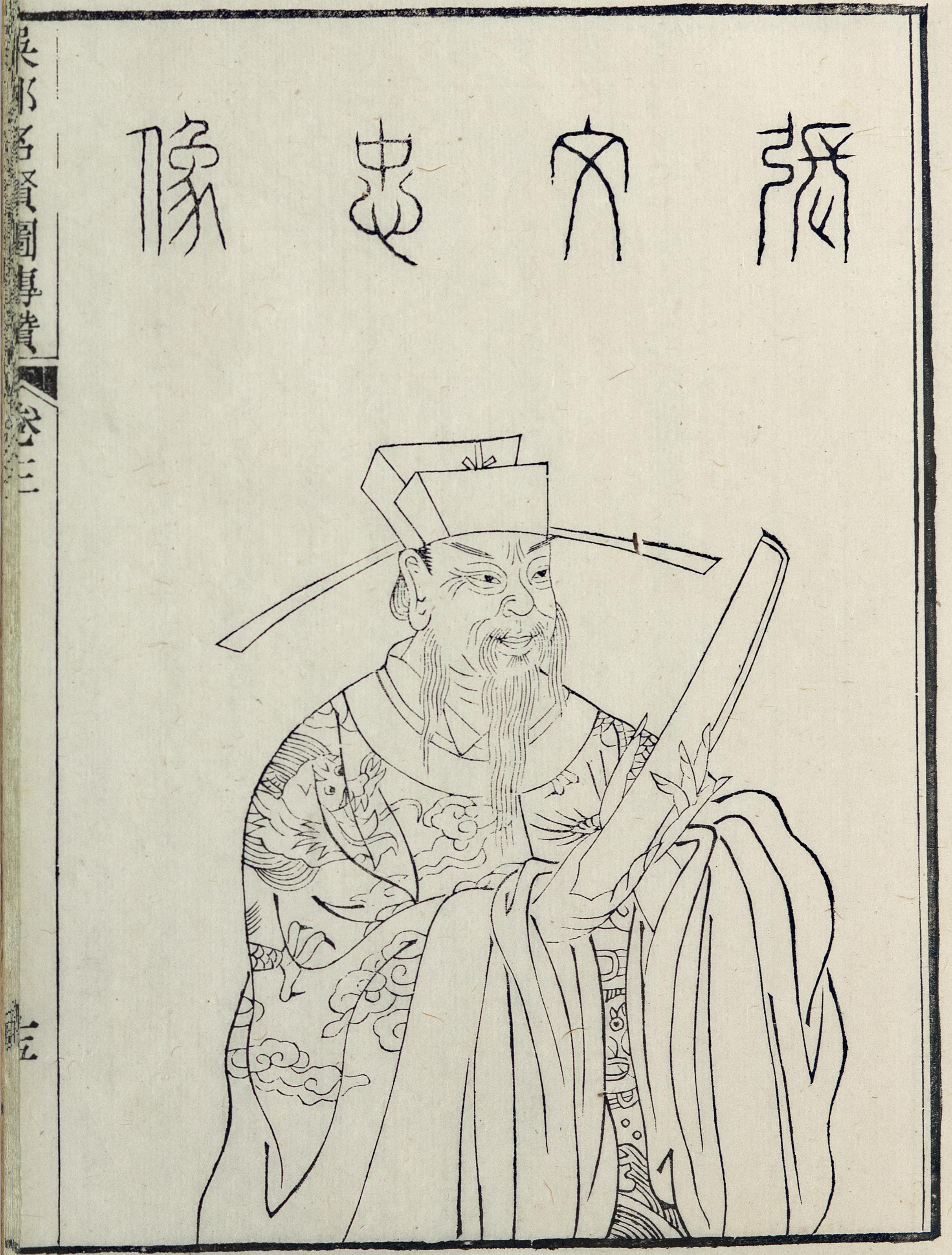
Zhang Shijie

Zhang Shijie (張世傑, fallecido en 1279) fue un almirante chino del siglo XIII y burócrata durante la invasión mongola de China.
Nacido en una familia acomodada en Hebei, la familia de Zhang se trasladó a la China Song debido a que su padre había cometido un delito. Zhang Shijie ganó su posición después de pasar de él, llegando a ser un administrador exitoso supervisando deberes civiles, militares y navales de los Song del Sur. 
Desde la caída de la capital de Hangzhou, Zhang comandó a las fuerzas navales de Song durante la invasión mongola de China en 1276, y fue el último comandante de la flota Song, durante el intento de evacuación del Emperador Bing de Song y otros funcionarios imperiales cuando huían de los mongoles en 1279. Sin embargo, la flota de Zhang fue interceptado por las fuerzas mongolas en la costa de Xinhui y fue destruida en la batalla de Yamen el 19 de marzo de 1279. El emperador y su primer ministro Lu Xiufu se suicidaron después de su derrota. Aunque Zhang fue capaz de escapar con sus naves restantes, se dice que murió pocos días después, durante una tormenta en el mar. Existen teorías alternativas,[¿cuál?] lo que sugiere que huyó con el verdadero emperador y estableció el en la isla de Luzón en las Filipinas. Aunque su destino sigue siendo un misterio, muchos sugieren[¿quién?] que su muerte era simplemente una propaganda de los mongoles, ya que los restos de su flota nunca fueron encontrados.